# Иљашовце
Иљашовце (слч. Iliašovce) насељено је мјесто са административним статусом сеоске општине (слч. obec) у округу Спишка Нова Вес, у Кошичком крају, Словачка Република.

## Становништво
| Година:    | 1994. | 2004.   | 2014.   | 2024.   |
| ---------- | ----- | ------- | ------- | ------- |
| Број људи: | 930   | 972     | 969     | 1011    |
| Разлика:   |       | +4,51 % | -0,30 % | +4,33 % |

| Година:    | 2023. | 2024.   |
| ---------- | ----- | ------- |
| Број људи: | 1012  | 1011    |
| Разлика:   |       | -0,09 % |

Према подацима о броју становника из 2011. године насеље је имало 982 становника.